# USS Albuquerque (SSN-706)
USS Albuquerque (SSN-706) – amerykański wielozadaniowy okręt podwodny z napędem jądrowym typu Los Angeles, należący do pierwszej grupy okrętów 688 - bez pionowych wyrzutni pocisków manewrujących typu VLS. Jako okręt najstarszej generacji jednostek 688 dysponował możliwością wystrzeliwania torped Mk. 48 i pocisków manewrujących UGM-109 Tomahawk, a także stawiania min wyłącznie poprzez wykorzystanie czterech zainstalowanych dziobowych wyrzutni torpedowych. Jednostka o długości  110 metrów i wyporności w zanurzeniu wynoszącej 6927 długich ton, dzięki napędowi atomowemu zapewnianemu przez siłownię o mocy 30000 KM z reaktorem wodnociśnieniowym S6G, zdolna była do pływania podwodnego z prędkością 33 węzłów.
W marcu 1999 roku, okręt wziął na Adriatyku udział w natowskiej operacji Alied Force, wystrzeliwując pociski Tomahawk w wersji TLAM na cele wojskowe w Jugosławii.